# Bradley Junction
Bradley Junction – jednostka osadnicza w Stanach Zjednoczonych, w stanie Floryda, w hrabstwie Polk.